# 黑瑟尔盖尔
黑瑟尔盖尔（德語：Häselgehr）是奥地利蒂罗尔州罗伊特县的一个市镇。总面积50.6平方公里，总人口697人，人口密度13.8人/平方公里（2005年）。